# BRF1
BRF1 ist der erste nationale Radiosender für die Deutschsprachige Gemeinschaft Belgiens, der dem Belgischen Rundfunk gehört.

## Standorte
Der Hauptsitz des BRF befindet sich in Eupen; weitere Studios werden in Brüssel und Sankt Vith betrieben.

## Geschichte
BRF1 wurde 2001 gegründet, nachdem beschlossen worden war, den Sender BRF (von 1964 bis 1977: BHF-Radio) in BRF1 für Pop- und Rockmusik und BRF2 für Schlager- und Volksmusik aufzuteilen und zusätzlich ein gemeinsames Programm zwischen BRF und Deutschlandfunk, den BRF-DLF in Brüssel, zu schaffen.

## Empfang
BRF1 ist über den Sender Lüttich auf der leistungsstarken UKW-Frequenz 88,5 MHz mit einer Leistung von 50 kW in der Provinz Lüttich und darüber hinaus über zusätzliche UKW-Frequenzen, DAB+, Kabelnetzbetreiber, online und xDSL-Anbieter zu empfangen.

### UKW-Empfang
| Region                                   | Ort(e)                       | Frequenz in MHz |
| ---------------------------------------- | ---------------------------- | --------------- |
| Deutschsprachige Gemeinschaft            | Lontzen, Welkenraedt         | 89,0            |
| Deutschsprachige Gemeinschaft            | Eupen                        | 94,9            |
| Deutschsprachige Gemeinschaft            | Recht                        | 93,4            |
| Deutschsprachige Gemeinschaft            | Reuland, Ourtal              | 92,2            |
| Süden der deutschsprachigen Gemeinschaft | Sankt Vith, Bütgenbach       | 94,9            |
| Wallonische Region                       | Provinz Lüttich              | 88,5            |
| Wallonische Region                       | Namur                        | 97,7            |
| Wallonische Region                       | Malmedy                      | 88,8            |
| Region Brüssel                           | Brüssel                      | 95,2            |
| Städteregion Aachen                      | Aachen, Eschweiler, Würselen | 88,5            |
| Kreis Düren                              | Jülich                       | 88,5            |
| Süd-Limburg                              | Maastricht, Heerlen, Sittard | 88,5            |

### DAB+-Empfang
Im Oktober 2022 wurde die Vergabe des DAB+-Kanals 8A (195,936 MHz), einem Bouquet mit deutschsprachigen Programmen, beantragt und am 23. Januar 2023 genehmigt. Diese werden über den Sender Raeren-Petergensfeld mit 2 kW und seit Februar 2024 über den Sender Amel/Medell-Köpp mit 4 kW verbreitet. Die Sender in Auel-Steffeshausen, Eupen-Kehrwegstadion und Recht stehen bei Bedarf zusätzlich zur Verfügung.
| Region             | Multiplexname        | Ort(e)                        | Block | Frequenz in MHz | Standard | Audio-Typ | Bitrate   | MOT |
| ------------------ | -------------------- | ----------------------------- | ----- | --------------- | -------- | --------- | --------- | --- |
| Brüssel            | Bruxelles 2          | Brüssel, Finanz-Turm (4,6 kW) | 6D    | 187,072         | DAB+     | Stereo    | 48 kbit/s | Ja  |
| Flämisch-Brabant   | Bruxelles 2          | Sint-Pieters-Leeuw (1,3 kW)   | 6D    | 187,072         | DAB+     | Stereo    | 48 kbit/s | Ja  |
| Hennegau           | Bruxelles 2          | Ronquières (1,3 kW)           | 6D    | 187,072         | DAB+     | Stereo    | 48 kbit/s | Ja  |
| Wallonisch-Brabant | Bruxelles 2          | Wavre (1,7 kW)                | 6D    | 187,072         | DAB+     | Stereo    | 48 kbit/s | Ja  |
| Wallonie           | Liège 2              | Avernas (1,8 kW)              | 6B    | 183,648         | DAB+     | Stereo    | 48 kbit/s | Ja  |
| Wallonie           | Liège 2              | Bol d’Air (3,5 kW)            | 6B    | 183,648         | DAB+     | Stereo    | 48 kbit/s | Ja  |
| Wallonie           | Liège 2              | Malmédy Bernister (1,2 kW)    | 6B    | 183,648         | DAB+     | Stereo    | 48 kbit/s | Ja  |
| Wallonie           | Liège 2              | Spa Spaloumont (1,6 kW)       | 6B    | 183,648         | DAB+     | Stereo    | 48 kbit/s | Ja  |
| Wallonie           | Liège 2              | Verviers Diston (1 kW)        | 6B    | 183,648         | DAB+     | Stereo    | 48 kbit/s | Ja  |
| Wallonie           | Liège 2              | Vielsalm Fracture (1,3 kW)    | 6B    | 183,648         | DAB+     | Stereo    | 48 kbit/s | Ja  |
| Wallonie           | Namur & Luxembourg 2 | Bouillon (1,1 kW)             | 6C    | 185,360         | DAB+     | Stereo    | 48 kbit/s | Ja  |
| Wallonie           | Namur & Luxembourg 2 | Couvin (2,7 kW)               | 6C    | 185,360         | DAB+     | Stereo    | 48 kbit/s | Ja  |
| Wallonie           | Namur & Luxembourg 2 | La Roche-en-Ardennes (2,7 kW) | 6C    | 185,360         | DAB+     | Stereo    | 48 kbit/s | Ja  |
| Wallonie           | Namur & Luxembourg 2 | Léglise Anlier (4,8 kW)       | 6C    | 185,360         | DAB+     | Stereo    | 48 kbit/s | Ja  |
| Wallonie           | Namur & Luxembourg 2 | Marche Aye (2,7 kW)           | 6C    | 185,360         | DAB+     | Stereo    | 48 kbit/s | Ja  |
| Wallonie           | Namur & Luxembourg 2 | Namur Centre (1,6 kW)         | 6C    | 185,360         | DAB+     | Stereo    | 48 kbit/s | Ja  |
| Wallonie           | Namur & Luxembourg 2 | Profondeville (3,1 kW)        | 6C    | 185,360         | DAB+     | Stereo    | 48 kbit/s | Ja  |

### DVB-T als reiner Audiodienst
| Region               | Zielgebiet    | Ort                        | Frequenz in MHz | UHF-Kanal | Polarisation |
| -------------------- | ------------- | -------------------------- | --------------- | --------- | ------------ |
| Region Brüssel       | Brüssel       | Finanz-Turm                | 754             | 56        | V            |
| Brabant              | Wavre         | Industrielle Zone          | 754             | 56        | H            |
| Occidental Hennegau  | Tournai       | Froidmont, Marquain        | 754             | 56        | V            |
| Oriental Hennegau    | Anderlues     | Mont-Sainte-Geneviève      | 754             | 56        | H            |
| ProvinzcNamur        | Profondeville | Godinne (7 Meuses)         | 754             | 56        | H            |
| Stadt Namur          | Namur         | Produktionsstätte des RTBF | 754             | 56        | H            |
| Lüttich              | Lüttich       | Noncelles (Bol d'Air)      | 666             | 45        | H            |
| Region Luxemburg     | Léglise       | Vlessart                   | 762             | 57        | H            |
| La Roche-en-Ardenne  | La Roche      | Nord                       | 762             | 57        | H            |
| Famenne              | Marche        | Ayve, Marloie              | 762             | 57        | H            |
| Couvin               | Couvin        | Petigny                    | 698             | 49        | H            |
| Malmedy und Stavelot | Malmedy       | Bernister                  | 642             | 42        | H            |

### Kabel- und xDSL-Anbieter
| Region   | Anbieter | Technologie | Kanalnummer |
| -------- | -------- | ----------- | ----------- |
| Brüssel  | Proximus | xDSL        | 840         |
| Flandern | Proximus | xDSL        | 840         |
| Wallonie | Proximus | xDSL        | 840         |
| Brüssel  | VOO      | DVB-C       | 425         |
| Wallonie | VOO      | DVB-C       | 425         |
| Brüssel  | Orange   | DVB-C       | 901         |
| Flandern | Orange   | DVB-C       | 901         |
| Wallonie | Orange   | DVB-C       | 901         |
| Brüssel  | Telenet  | DVB-C       | 915         |
| Flandern | Telenet  | DVB-C       | 935         |
| Wallonie | Telenet  | DVB-C       | 935         |
| Brüssel  | SFR      | DVB-C       | [ 18 ]      |
| Flanders | SFR      | DVB-C       | [ 19 ]      |
| Hennegau | SFR      | DVB-C       | [ 20 ]      |